# Гарднер (Північна Дакота)
Гарднер (англ. Gardner) — місто (англ. city) в США, в окрузі Кесс штату Північна Дакота. Населення — 129 осіб (2020).

## Географія
Гарднер розташований за координатами 47°8′40″ пн. ш. 96°58′7″ зх. д. / 47.14444° пн. ш. 96.96861° зх. д. (47.144511, -96.968611).  За даними Бюро перепису населення США в 2010 році місто мало площу 1,29 км², уся площа — суходіл.

## Демографія
Згідно з переписом 2010 року, у місті мешкали 74 особи в 29 домогосподарствах у складі 24 родин. Густота населення становила 57 осіб/км².  Було 35 помешкань (27/км²).
Расовий склад населення:
| - 100,0 % — білих |

До двох чи більше рас належало 0,0 %. Частка іспаномовних становила 2,7 % від усіх жителів.
За віковим діапазоном населення розподілялося таким чином: 25,7 % — особи молодші 18 років, 64,8 % — особи у віці 18—64 років, 9,5 % — особи у віці 65 років та старші. Медіана віку мешканця становила 32,3 року. На 100 осіб жіночої статі у місті припадало 85,0 чоловіків;  на 100 жінок у віці від 18 років та старших — 96,4 чоловіків також старших 18 років.
Середній дохід на одне домашнє господарство  становив 63 833 долари США (медіана — 62 917), а середній дохід на одну сім'ю — 67 580 доларів (медіана — 64 167). Медіана доходів становила 45 625 доларів для чоловіків та 38 125 доларів для жінок. За межею бідності перебувало 6,8 % осіб, у тому числі 0,0 % дітей у віці до 18 років та 0,0 % осіб у віці 65 років та старших.
Цивільне працевлаштоване населення становило 48 осіб. Основні галузі зайнятості: освіта, охорона здоров'я та соціальна допомога — 22,9 %, роздрібна торгівля — 12,5 %, публічна адміністрація — 12,5 %.